# Masaki Toshiro
Masaki Toshiro (jap. 戸城 正貴, Toshiro Masaki; * 13. April 1980 in Hokkaidō) ist ein japanischer Rennrodler.
Toshiro ist Angestellter und lebt in Hokkaidō. Er rodelt seit dem Jahr 2000 und gehört seitdem auch dem japanischen Nationalkader an. Seit der Saison 2002/03 tritt er sowohl im Einsitzer als auch im Doppelsitzer im Rennrodel-Weltcup an. Sein erster Doppelpartner war Goro Hayashibe, mit dem er jedoch zunächst keine Erfolge erzielen. Besser lief es im Einsitzer, wo er mehrere Weltcuppunkte gewinnen konnte. Trotzdem wurde er danach meist im Doppel eingesetzt. In der Saison 2004/05 konnte er mit Hayashibe zum Saisonbeginn in Altenberg und Sigulda zweimal auf den zwölften Platz fahren. Am Ende wurden sie 20. des Gesamtweltcups. Seit 2006 fährt Toshiro mit Takahisa Oguchi. Ihr bestes Ergebnis war ein 13. Platz auf ihrer Heimbahn in Sigulda zu Beginn des Jahres 2007.
Bei den Rennrodel-Weltmeisterschaften 2003 in Sigulda konnte Toshiro mit der japanischen Mannschaft Zehnter werden. Diese Platzierung konnte er 2004 in Nagano wiederholen. Zudem wurde er auf seiner Heimbahn zusammen mit seinem Partner Hayashibe 15. bei den Doppelsitzern. In Park City konnte er sich sowohl mit dem Team (8.) als auch mit dem Doppel (14.) 2005 nochmals verbessern. Bestes Ergebnis bei einem internationalen Großereignis wurde der zwölfte Platz im Wettbewerb der Doppelsitzer bei den Olympischen Spielen 2006 von Turin.